# Simpiwe Vetyeka
Simpiwe Vetyeka est un boxeur sud-africain né le 24 décembre 1980 à Mdantsane.

## Carrière
Champion d'Afrique du Sud des poids coqs entre 2005 et 2008, il devient champion du monde des poids plumes WBA le 6 décembre 2013 après sa victoire face à Chris John par abandon à l'issue de la sixième reprise.
Il perd en revanche son titre dès le combat suivant face à Nonito Donaire le 31 mai 2014 par décision technique rendue au 4e round à la suite d'une coupure du philippin occasionnée par un choc de têtes survenu lors de la première reprise. Vetyeka a par ailleurs été compté par l'arbitre lors de la 4e et dernière reprise.